# Mutterkornpilzverwandte
Mutterkornpilzverwandte (Clavicipitaceae) sind eine Familie der Abteilung der Schlauchpilze (Ascomycota) aus dem Reich der Pilze (Fungi). Mutterkornpilzverwandte leben insbesondere als Parasiten oder Symbionten auf Pflanzen, Pilzen oder Insekten. Die Typusgattung sind die Mutterkornpilze (Claviceps).

## Merkmale
Mutterkornpilzverwandte leben als Parasiten und Symbionten in Gemeinschaft mit Lebewesen unterschiedlicher biologischer Reiche. Zahlreiche Vertreter dieser Pilzfamilie leben endophytisch in und seltener epiphytisch auf Pflanzen. Besonders betroffen sind Süßgräser, aber auch Stechwindengewächse, Kieferngewächse und Windengewächse. Demgegenüber sind zahlreiche Vertreter der Gattungen Aschersonia, Hypocrella, Regiocrella, Orbiocrella, Conoideocrella, Metarhizium, Torrubiella und Metacordyceps Insekten befallende Parasiten. Sie werden, wie beispielsweise Metarhizium anisopliae, Paecilomyces fumosoroseus und Aschersonia aleyrodes, zur Insektenbekämpfung eingesetzt. Verticillium epiphytum lebt wiederum auf anderen Pilzen. Darüber hinaus besitzen einige Vertreter der Familie der Mutterkornpilzverwandten, wie der im Erdreich vorkommende Chaunopycnis alba, ausgesprochen saprobiontische Eigenschaften. Entwicklungsgeschichtlich ist die Familie der Mutterkornpilzverwandten durch mehrere Wechsel der Wirte unterschiedlicher biologischer Reiche gekennzeichnet.
Mutterkornpilzverwandte sind Produzenten von zum Teil einzigartigen Sekundärstoffen, insbesondere toxischen Alkaloiden. Zu den von Mutterkornpilzverwandten produzierten Alkaloiden zählen insbesondere die für das im Mittelalter gehäuft auftretende Antoniusfeuer verantwortlichen Mutterkornalkaloide, die neurotoxischen Lolitreme und die vorwiegend insektizidisch wirkenden Lolinalkaloide sowie Peramin. Sie dienen den Pilzen und zum Teil dem pflanzlichen Wirt als Fraßschutz.
Einige Vertreter der Familie der Mutterkornpilzverwandten pflanzen sich ausschließlich ungeschlechtlich fort. Zu diesen zählen insbesondere die sogenannten anamorphen Gattungen Aschersonia, Chamaelomyces, Chaunopycnis, Ephelis, Mariannaea, Metarhizium, Neotyphodium, Nomuraea, Paecilomyces, Pochonia, Sphacelia und Tolypocladium.

## Systematik
Die Familie der Mutterkornpilzverwandten wurde lange Zeit als monophyletisch betrachtet. Sie wurde gegenüber nahe verwandten Familien, insbesondere den Krustenkugelpilzverwandten (Hypocreaceae), abgegrenzt. Ungeachtet dessen bereitete die Zuordnung einiger Gattungen, wie den Vertretern der Ustilaginoideae, Probleme. Phylogenetische Analysen deuteten darauf hin, dass diese Familie ein paraphyletisches Taxon ist, welches in drei Kladen unterteilt werden kann. Schließlich wurde 2007 eine Neuordnung mit einer Ausgliederung zahlreicher Arten in die Familie der Cordycipitaceae und in die neu geschaffene Familie der Ophiocordycipitaceae vorgeschlagen. Die so eingegrenzte Familie der Mutterkornpilzverwandten im engeren Sinn (Clavicipitaceae s.str.) wird durch lediglich eine der ursprünglich drei Kladen repräsentiert.
Der Familie der Mutterkornpilzverwandten im engeren Sinn werden derzeit über 400 Arten in 38 Gattungen zugeordnet.